# Festival di Sanremo 1985
Il trentacinquesimo Festival di Sanremo si svolse al teatro Ariston di Sanremo dal 7 al 9 febbraio 1985 con la conduzione, per la seconda volta consecutiva, di Pippo Baudo, affiancato da Patty Brard. La regia fu di Antonio A. Moretti.
L'edizione fu vinta dai Ricchi e Poveri (dati ampiamente come i favoriti alla vigilia) con il brano Se m'innamoro per la sezione Campioni e da Cinzia Corrado con il brano Niente di più per la sezione Nuove proposte. 
Claudio Baglioni intervenne per ritirare il premio, decretato dal voto popolare della trasmissione televisiva Fantastico 5 (anch'essa condotta da Pippo Baudo), per la sua Questo piccolo grande amore, la quale risultò vincitrice del concorso "Canzone d'amore del secolo".  
Il secondo posto se lo aggiudicò il nuovo astro nascente della musica latino-americana, ovvero il messicano (ma di madre italiana) Luis Miguel, prodotto da Toto Cutugno, con Noi, ragazzi di oggi, mentre al terzo posto si piazzò Gigliola Cinquetti con Chiamalo amore, tornata sulla scena festivaliera dopo 12 anni di assenza. Eros Ramazzotti, posizionatosi al sesto posto della kermesse con Una storia importante, debuttò tra i Campioni dopo aver trionfato nelle Nuove proposte dell'edizione precedente. Tra gli altri partecipanti di quest'ultima sezione vi furono Mango con Il viaggio, che non riuscì a passare il turno per la finale pur ricevendo il Premio della critica, e Antonella Ruggiero, cantante napoletana e omonima dell'allora voce solista dei Matia Bazar (che tra l'altro erano anch'essi presenti alla gara con il brano Souvenir, vincitore del Premio della critica), tanto che in seguito per distinguersi da quest'ultima adottò lo pseudonimo Dionira (dagli anni '90). Dunque questa edizione del Festival vide in gara due cantanti omonime.
Durante la presenza a Sanremo dei Duran Duran, ospiti della serata finale, accaddero scene di isteria collettiva e svenimenti che non si vedevano, in Italia, dai tempi dei Beatles.
Particolarmente imponente e futuristica risultò la scenografia, ricca di luci e di elementi digitali all'avanguardia per l'epoca, volta a celebrare il mondo nascente dell'informatica e dei computer (infatti il sopra palco è una tastiera QWERTY e la grande scalinata discende da un "monitor" stilizzato in luci al neon).

## Partecipanti

### Sezione Campioni

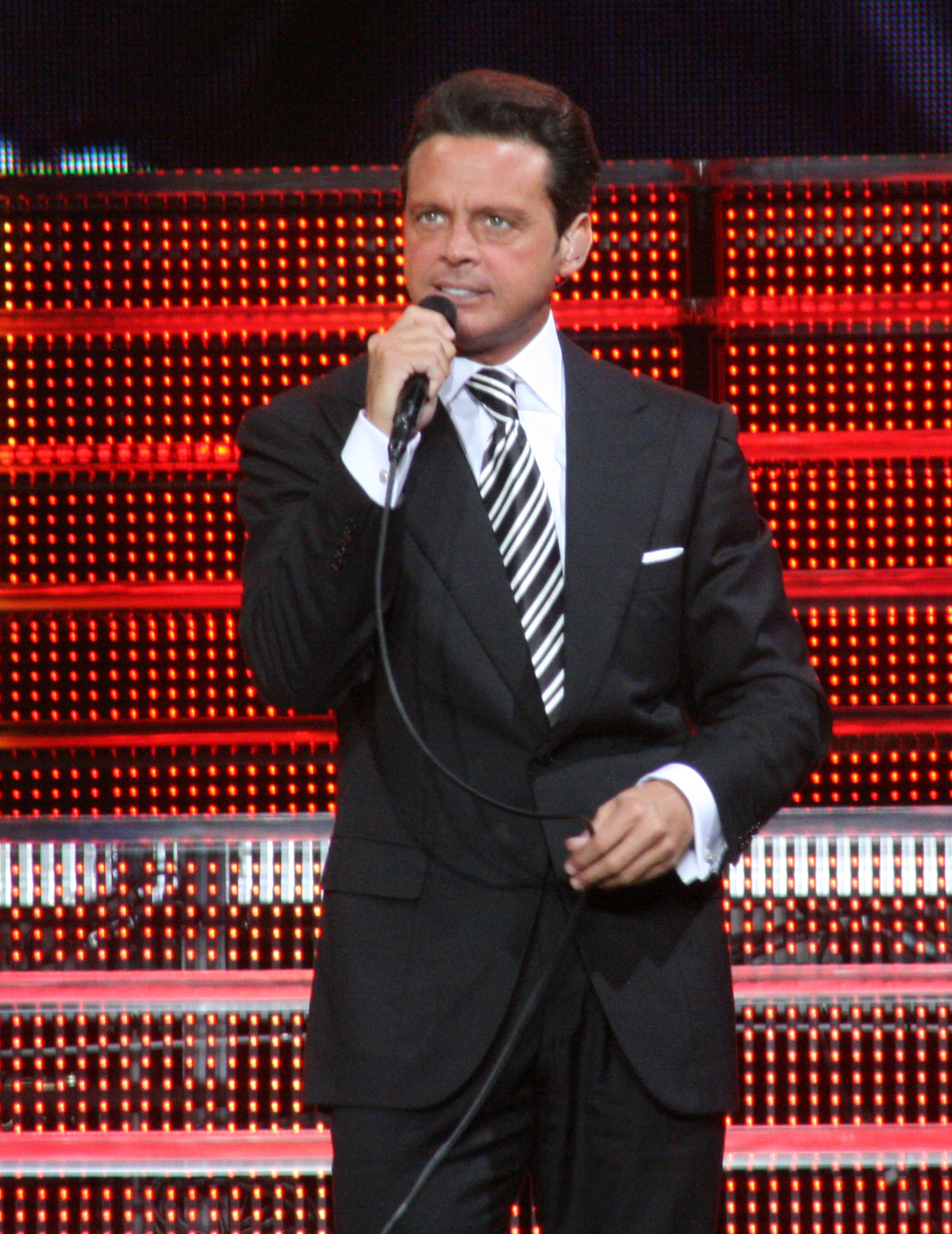
Il quindicenne messicano Luis Miguel, secondo classificato.

Premiazione di Cinzia Corrado come vincitrice tra le "Nuove Proposte".

| Interprete                    | Precedente partecipazione al Festival |
| ----------------------------- | ------------------------------------- |
| Anna Oxa                      | 1984                                  |
| Banco del Mutuo Soccorso      | Esordienti                            |
| Christian                     | 1984                                  |
| Dario Baldan Bembo            | 1981                                  |
| Drupi                         | 1984                                  |
| Eduardo De Crescenzo          | 1981                                  |
| Eros Ramazzotti               | 1984 (tra le Nuove proposte)          |
| Eugenio Finardi               | Esordiente                            |
| Fiordaliso                    | 1984                                  |
| Franco Simone                 | 1974                                  |
| Garbo                         | 1984                                  |
| Gigliola Cinquetti            | 1973                                  |
| Ivan Graziani                 | Esordiente                            |
| Luis Miguel                   | Esordiente                            |
| Marco Armani                  | 1984 (tra le Nuove proposte)          |
| Matia Bazar                   | 1983                                  |
| Mimmo Locasciulli             | Esordiente                            |
| New Trolls                    | 1971                                  |
| Peppino Di Capri              | 1980                                  |
| Riccardo Fogli                | 1982                                  |
| Ricchi e Poveri               | 1981                                  |
| Zucchero & Randy Jackson Band | 1983 (come Zucchero Fornaciari)       |

### Sezione Nuove Proposte

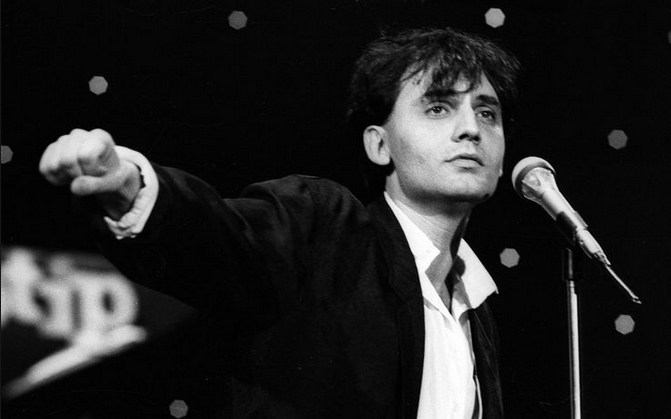
Mango al suo esordio a Sanremo.

| Interprete          | Ultime partecipazioni al Festival |
| ------------------- | --------------------------------- |
| Antonella Ruggiero  | Esordiente                        |
| Antonio Valentini   | Esordiente                        |
| Champagne Molotov   | Esordienti                        |
| Cinzia Corrado      | Esordiente                        |
| Claudio Patti       | Esordiente                        |
| Cristiano De André  | Esordiente                        |
| Lanfranco Carnacina | Esordiente                        |
| Laura Landi         | Esordiente                        |
| Lena Biolcati       | Esordiente                        |
| Mango               | Esordiente                        |
| Marco Rancati       | Esordiente                        |
| Miani               | Esordiente                        |
| Roberto Kunstler    | Esordiente                        |
| Rodolfo Banchelli   | 1984                              |
| Silvia Conti        | Esordiente                        |
| Stefano Borgia      | Esordiente                        |

## Classifica, canzoni e cantanti

### Categoria Campioni
Classifica finale fatta con i voti abbinati al concorso Totip.
| Posizione | Interprete                               | Canzone                                 | Autori                                                                   | Voti ricevuti |
| --------- | ---------------------------------------- | --------------------------------------- | ------------------------------------------------------------------------ | ------------- |
| 1º        | Ricchi e Poveri                          | Se m'innamoro                           | D. Farina e C. Minellono                                                 | 1.506.812     |
| 2º        | Luis Miguel                              | Noi, ragazzi di oggi                    | S. Cutugno e C. Minellono                                                | 843.494       |
| 3º        | Gigliola Cinquetti                       | Chiamalo amore                          | D. Farina e P. A. Cassella                                               | 788.772       |
| 4º        | Riccardo Fogli                           | Sulla buona strada                      | M. Fabrizio e V. Spampinato                                              | 770.188       |
| 5º        | Christian                                | Notte serena                            | M. Balducci                                                              | 674.024       |
| 6º        | Eros Ramazzotti                          | Una storia importante                   | E. Ramazzotti, P. Cassano e A. Cogliati                                  | 606.338       |
| 7º        | Anna Oxa                                 | A lei                                   | R. Vecchioni e M. Paoluzzi                                               | 580.176       |
| 8º        | Fiordaliso                               | Il mio angelo                           | L. Albertelli e E. Malepasso                                             | 479.812       |
| 9º        | Peppino Di Capri                         | E mo' e mo'                             | G. Faiella, S. De Pasquale e F. Fasano                                   | 409.954       |
| 10º       | Matia Bazar                              | Souvenir                                | A. Stellita, C. Marrale e S. Cossu                                       | 380.410       |
| 11º       | Marco Armani                             | Tu dimmi un cuore ce l'hai              | M. Armenise e P. Armenise                                                | 258.884       |
| 12º       | Drupi                                    | Fammi volare                            | S. Negroni, D. Dato e G. Anelli                                          | 254.064       |
| 13º       | Franco Simone                            | Ritratto                                | M. Colombo e F. Simone                                                   | 200.886       |
| 14º       | Eduardo De Crescenzo                     | Via con me                              | C. Mattone e D. Pace                                                     | 193.138       |
| 15º       | Banco del Mutuo Soccorso                 | Grande Joe                              | F. Di Giacomo e V. Nocenzi                                               | 164.246       |
| 16º       | Dario Baldan Bembo                       | Da quando non ci sei (una volta ancora) | D. Baldan Bembo e A. Maggio                                              | 161.172       |
| 17º       | Ivan Graziani                            | Franca ti amo                           | I. Graziani                                                              | 152.192       |
| 18º       | Eugenio Finardi                          | Vorrei svegliarti                       | E. Finardi e D. Madonia                                                  | 115.678       |
| 19º       | Mimmo Locasciulli                        | Buona fortuna                           | M. Locasciulli                                                           | 115.632       |
| 20º       | New Trolls                               | Faccia di cane                          | F. De André, R. Ferri, V. De Scalzi, G. Belleno, N. Di Palo e R. Belloni | 106.794       |
| 21º       | Zucchero Fornaciari & Randy Jackson Band | Donne                                   | A. Fornaciari e A. Salerno                                               | 77.938        |
| 22º       | Garbo                                    | Cose veloci                             | R. Abate                                                                 | 57.526        |

### Sezione Nuove Proposte
| Posizione | Interprete          | Canzone                        | Autori                                               | Voti ricevuti |
| --------- | ------------------- | ------------------------------ | ---------------------------------------------------- | ------------- |
| 1º        | Cinzia Corrado      | Niente di più                  | Cavaros e P. Mangini                                 | 638           |
| 2º        | Miani               | Me ne andrò                    | G. Miani e P. Montanari                              | 637           |
| 3º        | Lena Biolcati       | Innamoratevi come me           | V. Negrini e C. Facchinetti                          | 636           |
| 4º        | Cristiano De André  | Bella più di me                | R. Ferri, C. De André e F. Mussida                   | 627           |
| 5º        | Marco Rancati       | Occhi neri                     | R. Cellamare                                         | 607           |
| 6º        | Stefano Borgia      | Se ti senti veramente un amico | S. Borgia                                            | 606           |
| 7º        | Lanfranco Carnacina | A goccia a goccia              | Cashin, M. Colucci, L. Carnacina, D. Pace e S. Testi | 551           |
| 8º        | Antonella Ruggiero  | Sul mare                       | M. Vicino, D. Pace e M. Fabrizio                     | 542           |
| NF        | Rodolfo Banchelli   | Bella gioventù                 | D. Pace, A. Valsiglio, R. Banchelli e O. Avogadro    |               |
| NF        | Claudio Patti       | Che amore è                    | C. Patti e N. Piras                                  |               |
| NF        | Laura Landi         | Firenze, piccoli particolari   | G. Chiocchio e A. Minghi                             |               |
| NF        | Mango               | Il viaggio                     | G. Mango                                             |               |
| NF        | Antonio Valentini   | Lasciamoci andare              | A. Valentini                                         |               |
| NF        | Silvia Conti        | Luna nuova                     | O. Avogadro e A. Tagliapietra                        |               |
| NF        | Roberto Kunstler    | Saranno i giovani              | M. Locasciulli e R. Kunstler                         |               |
| NF        | Champagne Molotov   | Volti nella noia               | E. Ruggeri, L. Schiavone e A. Rocchetti              |               |

## Regolamento
Una interpretazione per brano. Prima serata: 22 Big tutti in finale. Seconda serata: 16 Nuove Proposte di cui 8 in finale (gara separata).

## Altri premi
- Premio Canzone del secolo: Claudio Baglioni con Questo piccolo grande amore (Fu l'unico artista ad esibirsi in live con pianoforte e voce, tutti gli altri cantavano in playback)
- Premio della Critica sezione Campioni: Matia Bazar con Souvenir
- Premio della Critica sezione Nuove Proposte: Mango con Il viaggio e Cristiano De André con Bella più di me

## Piazzamenti in classifica dei singoli
| Artista                  | Singolo                    | Italia (Massima posizione raggiunta) | Italia (Posizione annuale) |
| ------------------------ | -------------------------- | ------------------------------------ | -------------------------- |
| Luis Miguel              | Noi ragazzi di oggi        | 1                                    | 7                          |
| Eros Ramazzotti          | Una storia importante      | 1                                    | 8                          |
| Ricchi e Poveri          | Se m'innamoro              | 5                                    | 54                         |
| Matia Bazar              | Souvenir                   | 8                                    | 72                         |
| Gigliola Cinquetti       | Chiamalo amore             | 11                                   | 89                         |
| Anna Oxa                 | A lei                      | 12                                   | 93                         |
| Christian                | Notte serena               | 18                                   | 64                         |
| Fiordaliso               | Il mio angelo              | 19                                   | -                          |
| Peppino di Capri         | E mo' e mo'                | 29                                   | -                          |
| Zucchero Fornaciari      | Donne                      | 29                                   | -                          |
| Marco Armani             | Tu dimmi un cuore ce l'hai | 31                                   | -                          |
| Franco Simone            | Ritratto                   | 33                                   | -                          |
| Eduardo De Crescenzo     | Via con me                 | 43                                   | -                          |
| Banco del Mutuo Soccorso | Grande Joe                 | 45                                   | -                          |
| Drupi                    | Fammi volare               | 47                                   | -                          |
| Eugenio Finardi          | Vorrei svegliarti          | 49                                   | -                          |

- N.B.: Per visualizzare la tabella ordinata secondo la posizione in classifica, cliccare sul simbolo accanto a "Massima posizione raggiunta" o a "Posizione annuale".

## Orchestra
Non presente. Gli artisti gareggianti e gli ospiti cantarono in playback, eccetto Claudio Baglioni che fu l'unico a esibirsi live.

## Scenografia

Scenografia di Sanremo 1985 (con la giovane debuttante Antonella Ruggiero omonima della più celebre front-woman dei Matia Bazar)

La scenografia di Sanremo 1985 ideata da Luigi Dell'Aglio riprendeva l'elemento innovativo della scala dell'anno precedente, inserendolo in un gigantesco computer, dal cui 'display' sarebbero usciti i cantanti e avrebbero disceso le scale; vi era un sovrappalco dove vi era raffigurata una tastiera QWERTY completa di tutti i tasti (zona dove si esibivano i gruppi e i cantanti che suonavano il pianoforte). Anche la scritta "Sanremo 85" ricordava quella dei display LCD dell'epoca. A completare il tutto, vi era la raffigurazione di un cielo stellato sulle pareti, per dare un effetto 'spaziale'.

## Sigla
Le Mele Verdi di Mitzi Amoroso - L'amore è un topolino (versione strumentale)

## Ospiti cantanti
Questi gli ospiti che si sono esibiti nel corso delle tre serate di questa edizione del Festival di Sanremo:
- Claudio Baglioni - Questo piccolo grande amore (proclamata canzone del secolo)
- Duran Duran - The Wild Boys
- Sade - Smooth Operator
- Bronski Beat - It Ain't Necessarily So
- Katia Ricciarelli e Amedeo Minghi - Il profumo del tempo
- Jermaine Jackson e Pia Zadora - When the Rain Begins to Fall
- Gino Vannelli - Black Cars
- José Luis Moreno e Rockfeller - La pappa non mi va
- Claudia Mori - Chiudi la porta
- Frankie Goes to Hollywood - The Power of Love
- Village People - Sex Over the Phone
- Spandau Ballet - I'll Fly for You
- Chaka Khan - I Feel for You
- Talk Talk - Why Is It So Hard?
- Claudio Villa - Il mio primo angelo
- Patty Brard - Woman in Love
- Mr. Mister - Broken wings

Claudio Baglioni, invitato alla kermesse per ricevere il premio "Canzone del secolo", inizialmente rifiutò per via dell'imposizione del playback (come avveniva di norma per tutti gli altri artisti); alla fine partecipò, ottenendo di potersi esibire live accompagnandosi al pianoforte. A partire dalla successiva edizione del Festival si decise di far cantare dal vivo, su base registrata, tutti i partecipanti alla gara; dal 1990 venne reinserita l'orchestra.
Da ricordare inoltre un intervento estemporaneo (non canoro) di Mario Merola. Il cantante napoletano, seduto in prima fila fra il pubblico, appena conclusa l'esibizione di Claudio Villa venne chiamato da Pippo Baudo a esprimere un parere su Villa, e dopo la sua risposta («È sempre un grande artista») i due artisti si abbracciarono.

## Esclusi
Come ogni anno non esiste un elenco ufficiale dei cantanti esclusi. Dalle notizie riportate dalla stampa, risulta che le canzoni pervenute sarebbero state 147. Nell'occasione, furono comunicate 4 canzoni "di riserva", che potenzialmente avrebbero potuto subentrare in caso di ritiri o squalifiche: L'amore è grande di Bobby Solo, Spaccami il cuore (brano scritto da Paolo Conte) di Mia Martini, Sotto la pelle dei Passengers, È già domani di Sergio Caputo. Ecco alcuni nomi di altri artisti candidati alle selezioni: Sergio Endrigo, Angela Luce, Tiziana Rivale, Tony Dallara, Mino Reitano, Carmen Villani, Fred Bongusto, Little Tony, Tullio De Piscopo, Alan Sorrenti, Bertin Osborne, Passengers, Stefano Rosso, Viola Valentino (Amore stella), Gary Low, Rosanna Ruffini, Peppino Gagliardi, Leano Morelli, Antonio e Marcello, Cugini di Campagna, Milk and Coffee, Roberta Voltolini.